# Lilla Grytsjön, Lappland
Lilla Grytsjön är en sjö i Vilhelmina kommun i Lappland och ingår i Ångermanälvens huvudavrinningsområde. Sjön har en area på 0,369 kvadratkilometer och ligger 508,1 meter över havet. Sjön avvattnas av vattendraget Grytsjöån.

## Delavrinningsområde
Lilla Grytsjön ingår i det delavrinningsområde (721111-148721) som SMHI kallar för Utloppet av Lilla Grytsjön. Medelhöjden är 524 meter över havet och ytan är 2,82 kvadratkilometer. Det finns ett avrinningsområde uppströms, och räknas det in blir den ackumulerade arean 22,05 kvadratkilometer. Grytsjöån som avvattnar avrinningsområdet har biflödesordning 3, vilket innebär att vattnet flödar genom totalt 3 vattendrag innan det når havet efter 353 kilometer. Avrinningsområdet består mestadels av skog (73 procent). Avrinningsområdet har 0,37 kvadratkilometer vattenytor vilket ger det en sjöprocent på 13,1 procent.